# Route nationale 435
Pour les articles homonymes, voir Route 435.
La route nationale 435 ou RN 435 était une route nationale française reliant Domèvre-sur-Vezouze en se détachant de la RN 4 et rejoignant Rambervillers. Après les déclassements de 1972, elle est devenue RD935 en Meurthe-et-Moselle et RD435 dans les Vosges.
Voir le tracé de la RN435 sur GoogleMaps

## De Domèvre-sur-Vezouze à Rambervillers D 935 / D 435
- Domèvre-sur-Vezouze D 935 (km 0)
- Montigny (km 6)
- Merviller (km 10)
- Baccarat (on y croise la RN 59) (km 15)
- Ménil-sur-Belvitte (km 23)
- Rambervillers (km 30)